# فراموش نکن
 «فراموش نکن» (به انگلیسی: Don't Forget) اولین آلبوم استودیویی از هنرمند اهل ایالات متحده آمریکا دمی لواتو است که در ۲۳ سپتامبر ۲۰۰۸ منتشر شد.